# Burg Bommersheim

Wappen derer von Bommersheim aus dem (Siebmacher-Wappenbuch, 1605)

Die Burg Bommersheim ist eine ehemalige Burganlage im Ortsteil Bommersheim der Stadt Oberursel im Hochtaunuskreis in Hessen, deren Fundamentreste seit 1988 teilweise freigelegt wurden.

## Lage
Die ehemalige Burg befand sich hinter der heutigen Kirche St. Aureus und Justina an der Straße Im Himmrich zwischen der Langen Straße und Burgstraße am östlichen Ortsrand von Bommersheim. Sie lag am Rand der Kalbach-Niederung, in der Nähe kreuzte sich die Saalburgstraße mit der Weinstraße, ein vorrömischer Handelsweg, der möglicherweise im Mittelalter weiter benutzt wurde.

## Anlage
Sämtliche Informationen zur Anlage und Baugeschichte entstammen den archäologischen Ausgrabungen der letzten beiden Jahrzehnte. Durch neuzeitliche Störungen und spätere Überbauung waren die Befunde zwar recht ausschnitthaft, liefern jedoch ein anschauliches Bild zur Geschichte des kleinen Adelssitzes.

### Turmhügelburg
Ältester Teil der Burg ist der Turmhügel einer sogenannten Turmhügelburg (Motte), der an seiner Basis einen Durchmesser von 20 bis 25 Metern besaß. Damit wäre das Hügelplateau ein Platz mit etwa 10 Metern Durchmesser gewesen, auf dem sich ein hölzerner Wohnturm befand. Die Höhe wird zwischen 2,5 und 4 m geschätzt. Der Turmhügel wurde außen durch eine hölzerne Palisade oder einen Flechtwerkzaun gesichert. Funde angespitzter Holzpfähle, die in einem Abstand von 15 – 20 cm in den Boden gerammt wurden, lassen beide Deutungen zu. Außerdem wurde ein 1,8 m tiefer und 4 m breiter Graben festgestellt. Wahrscheinlich befand sich davor ein weiterer Graben, dessen Befund allerdings weniger sicher ist.
Die grobe Datierung der Anlage in das 11./12. Jahrhundert erfolgte im Wesentlichen aufgrund des Fundes einer bemalten Henkelscherbe Pingsdorfer Ware. Der Ort Bommersheim hat zu dieser Zeit schon bestanden. Seine Ersterwähnung im Lorscher Codex fällt in das Jahr 792.

### Niederungsburg
Die Turmhügelburg war im 13. Jahrhundert bereits zu klein geworden, und man baute an ihrer Stelle eine Niederungsburg mit steinerner Ringmauer. Mit dem Umbau zur Ringmauerburg wurde an Stelle des Außenwalls eine 1,70 m starke Ringmauer errichtet und der Innenraum aufgeschüttet. Das Mauerwerk wurde in Zweischalentechnik ausgeführt. Die Burggebäude wurden innen an diese Mauer in Form einer Randhausbebauung angelehnt, wahrscheinlich mit den Traufseiten nach außen, wofür die zahlreichen Funde aus dem Burggraben sprechen. Der polygonale Mauerzug mit stumpfwinkligen Ecken hatte einen Durchmesser von 35 m und schloss eine Fläche von etwa 1000 m² ein. Er reicht außerhalb der heutigen Rekonstruktion nach Südwesten in den Friedhof der Kirche St. Aureus und Justina hinein. Der Innenraum war mit neuzeitlichem Schutt verfüllt, von den Mauern kein Sichtmauerwerk mehr vorhanden. Das Laufniveau des Burghofes ist damit erodiert und Aussagen zur Innenbebauung waren aufgrund dieses Befundes nicht möglich.
Um die Ringmauer verlief ein mehr als 9 m breiter und etwa 2 m tiefer Graben. Die frühesten Keramikfunde aus diesem Graben datieren in die erste Hälfte des 13. Jahrhunderts. Der Bautyp der Niederungsburg ähnelt stark der nahe gelegenen Burg Bonames, die in der gleichen Zeit erbaut wurde.

### Funde
Durch Feuchtbodenerhaltung konnte besonders im Burggraben reichlich Fundmaterial geborgen werden. Wegen der Zerstörung der Burg sind die späteren Funde besonders zahlreich und stellen das Inventar der Burg zu diesem fest bestimmbaren Zeitpunkt dar. So haben sich im feuchten Boden ein fast vollständiges Burghausinventar mit mittelalterlicher Keramik (vorwiegend Gebrauchskeramik wie Töpfe, Krüge und Kacheln, aber auch Nuppenbecher aus Glas sind belegt) aus dem 13. bis 14. Jahrhundert sowie sorgfältig behauene Tür- und Fenstergesimse aus rotem Mainsandstein gefunden. Die Essgewohnheiten der Burgbewohner waren durch Untersuchung der gefundenen Pflanzenreste und Tierknochen rekonstruierbar.
Metallgegenstände liegen in Form von Messern und Löffeln, Schlüsseln, eisernen Beschlägen, Maultrommeln sowie Pfeilspitzen vor. Prachtstück dieser Fundgruppe ist eine eiserne Turnierlanzenspitze in Form einer Krone. Von der Bekleidung der Burgbewohner haben sich vor allem Teile aus Leder erhalten (Wamsteile, Reste von Jacken und Gürteln sowie Schuhe). Ebenfalls häufig der Kleidung zugehörig sind Beschläge, Schnallen und Schließen, Nadeln, Golddrähte und Perlenketten aus Bernstein und Bergkristall. Zeugnis von Pilgerreisen der Bewohner geben gegossene Pilgerabzeichen sowie Jakobsmuscheln, die wohl auf Reisen nach Santiago de Compostela hinweisen. Der Kampf um die Burg ist durch Armbrustbolzen sowie Kanonenkugeln aus Basalt belegt. Dies ist einer der frühesten Nachweise für den Einsatz von Steinbüchsen bei der Belagerung von Burgen. Einige Jahrzehnte früher liegt ein solcher Nachweis allerdings für die 1351 zerstörte Burg Hohenfels im Donnersbergkreis in Form einer Sandsteinkugel vor.
Zahlreiche Funde der Ausgrabungen sind im Vortaunusmuseum Oberursel ausgestellt.

## Denkmalschutz
Das Burggelände und die Bodendenkmäler in der Umgebung sind Kulturdenkmäler nach dem Hessischen Denkmalschutzgesetz. Alle Nachforschungen, seien es Grabungen, Schürfungen, Wühlereien, auch gezielte Fundaufsammlungen und Veränderungen am Bestand sind genehmigungspflichtig. Zufallsfunde sind den Denkmalbehörden zu melden.

## Geschichte

### Ganerbenburg
Im letzten Viertel des 13. Jahrhunderts wurde die Burg unter den Nachkommen und Erben von Werner II. Schelm von Bommersheim (Zweig der Schelme von Bergen) zu einer Ganerbenburg:
Werner II. Schelm von Bommersheim (erwähnt 1255–1282)
1. Wenzelin (erwähnt 1276) und Marquard (erwähnt 1274–1290) – es ist unklar, welcher der beiden Vater der nachfolgenden Töchter ist.
  1. Luccardis/Luitgard † am 20. Dezember unbekannten Jahres ⚭ Wolfram IV. von Praunheim-Sachsenhausen aus der Linie der Reichserbschultheißen (genannt# 1302–1320); † am 6. November unbekannten Jahres
    1. N. von Praunheim-Sachsenhausen ⚭ Ruprecht Schenck zu Schweinsberg, erwähnt 1308–1350
      1. Wolf Schenck zu Schweinsberg (erwähnt 1337–1374) ⚭ Elisabeth von Büches
        1. Ruprecht Schenck zu Schweinsberg (erwähnt ab 1367)
        2. Konrad Schenck zu Schweinsberg (erwähnt ab 1367)
        3. Henne Schenck zu Schweinsberg (erwähnt ab 1367)

  2. N.N. ♀ (erwähnt 1304–1308) ⚭ Frank von Cronberg
    1. Walter von Cronberg (erwähnt 1318–1353) ⚭ Elisabeth von Ingelheim
      1. Frank von Cronberg (erwähnt 1339–1378) ⚭ N.N. von Reifenberg
        1. Else von Cronberg (erwähnt 1360–1395) ⚭ Hans von Hirschhorn
        2. Lisa von Cronberg (erwähnt 1364–1410) ⚭ Johann Schenk von Waldeck (erwähnt 1354–1404)

  3. Hedwig (erwähnt 1321–1333) ⚭ Johann von Cronberg
    1. Bingel (erwähnt 1354) ⚭ Winrich von Langenau (erwähnt 1332–1354) ⚭ Winrich von Langenau (erwähnt 1332–1354)
      1. Johann (erwähnt 1357–1384)
        1. Johann von Langenau (erwähnt ab 1381)
        2. Winrich von Langenau (erwähnt ab 1381)
2. Dietrich Zenichin von Bommersheim (erwähnt 1281–1304)
  1. Heilmann (erwähnt 1303–1318)
    1. Irmengard von Bommersheim ⚭ Sigfried von Lindau (erwähnt 1336)
      1. Elisabeth von Lindau († 1371) ⚭ 1. Hermann von Biegen, ⚭ 2. Peter, genannt von Bechtoldsheim, Kämmerer von Worms, † 13. März 1387[8]
        1. Peter Kämmerer von Worms
        2. Irmgard Kämmerin von Worms (erwähnt 1387)⚭ Dieter Landschad von Steinach (erwähnt 1387–1427)
        3. Demud Kämmerin von Worms (erwähnt 1395–1425) ⚭ Eberhard von Hirschhorn(erwähnt 1380–1421)

    2. Konrad von Bommersheim (erwähnt 1322–1368)
      1. Wolf von Bommersheim (erwähnt 1375–1382)
        1. Wolf von Bommersheim (erwähnt 1391–1444)
        2. Ruprecht von Bommersheim (erwähnt 1391–1409)

### Zerstörung

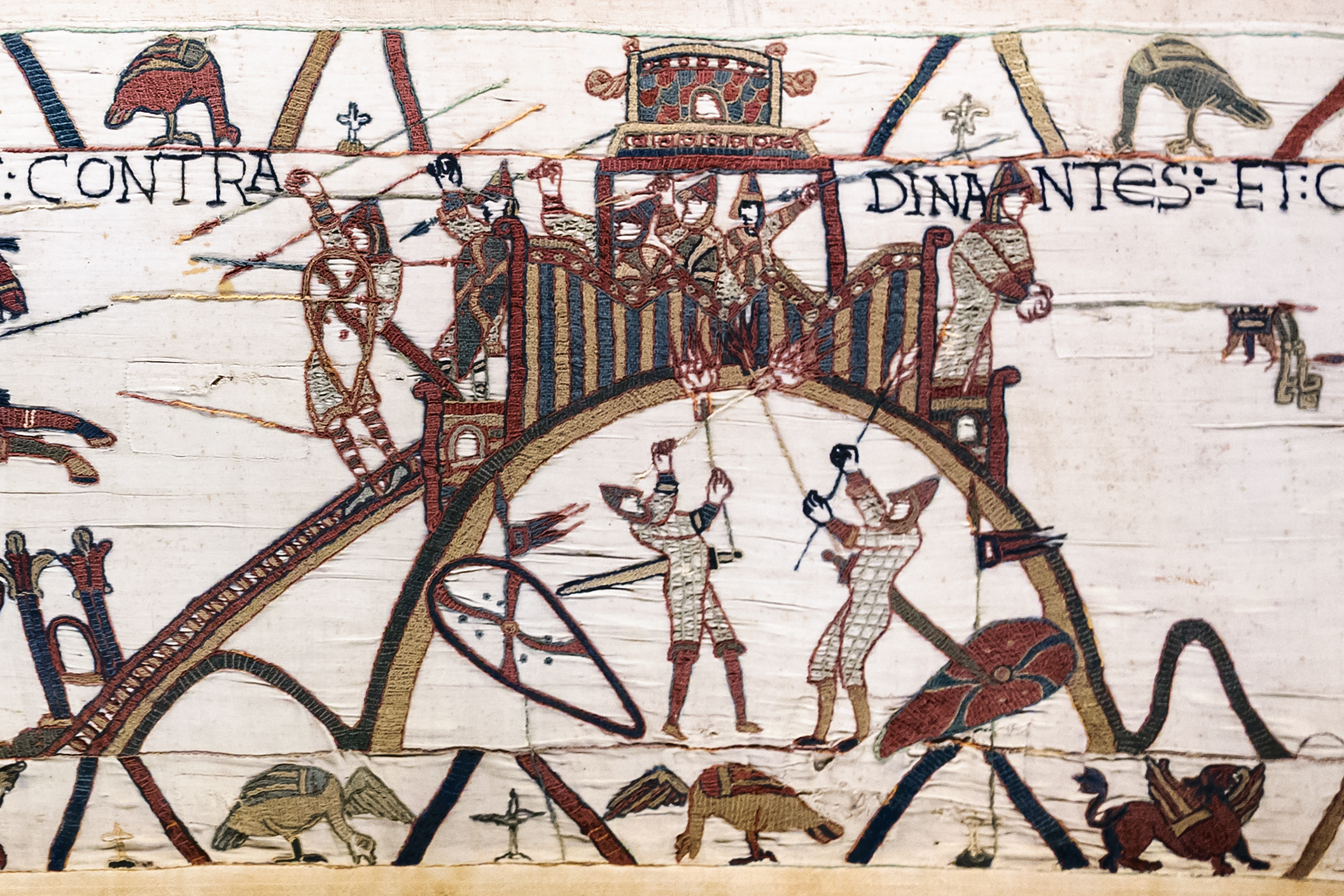
Angriff auf eine Motte (Burg Dinan), zeitgenössische Darstellung auf dem Teppich von Bayeux

Gegen Ende des 14. Jahrhunderts geriet die Reichsstadt Frankfurt zunehmend in Konflikte mit den umliegenden Adeligen, die sich teils im Löwenbund zusammenschlossen, während Frankfurt dem Rheinischen Städtebund beitrat. Hintergrund war die zunehmende Verarmung des niederen Adels, dessen Angehörige Überfälle auf Händler und Kaufleute auf dem Weg nach Frankfurt verübten (sogenanntes Raubrittertum). Daran hatten sich auch die Brüder Ruprecht und Wolf von Bommersheim beteiligt. Am 29. Januar 1382 sagte Frankfurt den Besitzern der Burg die Fehde an und schritt offensichtlich schnell zur Tat: Bereits am 9. März trafen die Klagen der Bommersheimer Ritter über die Zerstörung der Burg in Frankfurt ein, was den Zeitpunkt der Kriegshandlungen auf den Februar des Jahres einengt. Bemühungen der Herren von Cronberg, zeitweise ebenfalls als Ganerben an der Burg beteiligt, einen Entsatz der Burg durch den Erzbischof von Mainz zu organisieren, waren erfolglos.
Im Zuge dieser Strafaktion wurden durch den Rheinischen Städtebund auch weitere Burgen der Umgebung angegriffen. Zuvor wurde bereits die Schelmenburg in Bergen kampflos eingenommen sowie das Eppsteiner Schloss in Schotten, Ganerbenbesitz Johanns von Rodenstein sowie einiger Schenken zu Schweinsberg, zerstört worden. Die Burg Bommersheim wurde nicht wieder aufgebaut. Die beteiligten Ganerben stritten bis weit ins 15. Jahrhundert erfolglos um Schadensersatz vor dem Reichsgericht, bis der Prozess schließlich aufgegeben wurde.

### Bauliche Reste
Das Areal wurde gegen Ende des 19. Jahrhunderts zum Teil zur Anlage eines Kerbplatzes planiert, worauf ihre genaue Lage in Vergessenheit geriet. Beim Ausheben eines Löschwasserteichs im Jahr 1941 wurden ihre Mauern angeschnitten und von Ferdinand Kutsch untersucht. In der Folgezeit stieß man bei Kanalarbeiten noch mehrmals auf Mauerreste, so auch im Jahre 1988, als der Fund dank des gestiegenen Geschichtsbewusstseins einiger Bürger und des Magistrats zu einer über mehrere Jahre andauernden archäologischen Untersuchung führte. Heute ist ein Teil der Ringmauerfundamente bis zu einer Höhe von 0,50 – 0,70 m aufgemauert in das Freigelände eines Kinderhorts integriert.